# 브라티슬라바주

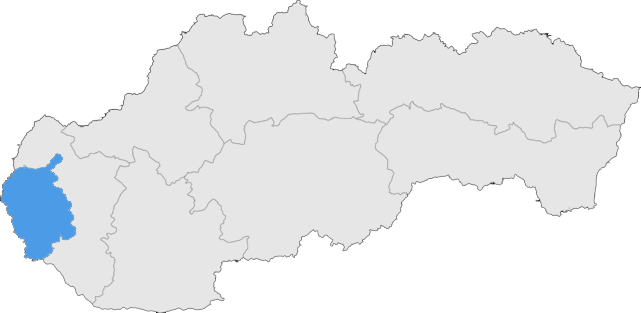
브라티슬라바주의 위치

브라티슬라바주(슬로바키아어: Bratislavský kraj)는 슬로바키아 서부에 위치한 주로 주도는 브라티슬라바(슬로바키아의 수도이기도 함)이며 면적은 2,053km2, 인구는 622,706명(2009년 기준), 인구 밀도는 303명/km2이다.
서쪽으로는 오스트리아, 남쪽으로는 헝가리와 국경을 접하며 북쪽과 동쪽으로는 트르나바주와 접한다. 8개 구(말라츠키구, 브라티슬라바 1구, 브라티슬라바 2구, 브라티슬라바 3구, 브라티슬라바 4구, 브라티슬라바 5구, 세네츠구, 페지노크구)를 관할한다.

주기
주 문장